# Jere Uronen
Jere Uronen, né le 13 juillet 1994 à Turku en Finlande, est un footballeur international finlandais jouant au poste d'arrière gauche à l'Atromitos.

## Biographie

### En club

#### TPS Turku
Né à Turku, Uronen débute au sein du club de Turun Palloseura. Il joue son premier match avec l'équipe première le 12 juin 2011, à l'âge de 16 ans lors d'un match contre le FC Haka. Il marque son premier but le 30 juillet 2011 contre le FC Honka. Il dispute 18 matchs lors de sa première saison.

#### Helsingborgs IF
Au début de l'année 2012, Uronen signa un contrat avec le Helsingborg IF, club évoluant en Allsvenskan. Il joua son premier match lors d'un match amical contre le Dinamo Zagreb le 1er février. Il fit ses débuts en championnat le 2 avril, en tant que remplaçant, lors d'une défaite 1-0 à l'extérieur contre l'IFK Norrköping.

#### KRC Genk
En janvier 2016, il signe à Genk, en Belgique. Avec le club du KRC Genk, il atteint les quarts de finale de la Ligue Europa en 2017. Il se met en évidence en inscrivant un but face au KAA La Gantoise en huitièmes de finale.
En juillet 2019, il remporte avec Genk la Supercoupe de Belgique, en battant le KV Malines en finale (victoire 3-0).
Lors de la saison 2019-2020, il participe à la phase de groupe de la Ligue des champions avec cette équipe (trois matchs joués).

#### Stade brestois
A l'été 2021, Jere Uronen rejoint le Stade brestois 29 en Ligue 1 pour remplacer Romain Perraud. Uronen s'impose comme titulaire mais son début de saison est perturbé par une blessure à la cheville. Le 5 janvier 2023, il est prêté jusqu'à la fin de la saison à Schalke 04 avec option d'achat.

#### Nouvelle expérience en MLS
Le 2 août 2023, Jere Uronen est transféré du Stade brestois 29 au Charlotte FC, franchise de Major League Soccer, où il signe un contrat jusqu'en 2025. Le montant de la transaction est estimé à 600 000 euros. Il dispute sa première rencontre avec Charlotte le 26 août suivant, entrant à la 72e minute de jeu dans une victoire 2-1 face au Los Angeles FC.

### En équipe nationale
Il reçoit sa première sélection en équipe de Finlande le 26 mai 2012, en amical contre la Turquie (victoire 2-3). Il devient le troisième joueur le plus jeune dans l'histoire de l'équipe nationale. Le 9 juin 2018, il inscrit son premier but en équipe nationale, face à la Biélorussie (victoire 2-0).
Il est par la suite membre des vingt-six joueurs sélectionnés par Markku Kanerva pour disputer l'Euro 2020, première compétition internationale officielle pour les finlandais. Le 12 juin 2021, pour le premier match de la Finlande à l’Euro 2020, il réalise un match de qualité face au Danemark en adressant une passe décisive pour Joel Pohjanpalo seul buteur de la rencontre qui permettra à la Finlande de réaliser sa première victoire dans un tournoi majeur. Cette rencontre sera malheureusement célèbre pour avoir vu le malaise cardiaque de Christian Eriksen. Uronen disputera la totalité des matchs du tournoi face à la Russie (défaite 0-1) , la Belgique (défaite 0-2) et le Danemark donc. Les Finlandais sortiront dès la phase de groupes.

## Palmarès

### En club
KRC Genk
- Champion de Belgique en 2019
- Vainqueur de la Supercoupe de Belgique en 2019